# وينفريد فيليبس
وينفريد فيليبس (بالإنجليزية: Winifred Phillips)‏ (مواليد عام م)؛ هي ملحنة أمريكية.

## وصلات خارجية
- الموقع الرسمي
- وينفريد فيليبس على موقع IMDb (الإنجليزية)
- وينفريد فيليبس على موقع ميوزك برينز (الإنجليزية)
- وينفريد فيليبس على موقع أول ميوزيك (الإنجليزية)